# Керпініш (Гирбова, Алба)
Керпініш (рум. Cărpiniș) — село у повіті Алба в Румунії. Входить до складу комуни Гирбова.
Село розташоване на відстані 246 км на північний захід від Бухареста, 27 км на південь від Алба-Юлії, 105 км на південь від Клуж-Напоки.

## Населення
За даними перепису населення 2002 року у селі проживали 292 особи, усі — румуни. Усі жителі села рідною мовою назвали румунську.